# 三笑 (1969年電影)
《三笑》（The Three Smiles）是香港邵氏兄弟有限公司1969年製作的黃梅調電影，由岳楓導演及編劇， 凌波及李菁  主演，邵氏兄弟有限公司製作。
電影以《三笑姻缘》的故事為藍本，講述明代才子唐伯虎在虎丘巧遇華太府的婢女秋香，因驚為天人而展開追求的虛構故事。

## 演員
| 演員   | 角色   | 簡介                       |
| 凌波   | 唐伯虎 | 江南四大才子之首           |
| 李菁   | 秋香   | 華夫人之丫環               |
| 井淼   | 華太師 |                            |
| 陳燕燕 | 華夫人 | 華太師之妻                 |
| 劉群   | 華文   | 華太師之長子               |
| 鄭康業 | 華武   | 華太師之次子               |
| 尤情   | 二少奶 | 華武之妻，唐伯虎之表姊     |
| 魏平澳 | 祝枝山 | 江南四大才子之一           |
| 李昆   | 米田共 | 唐伯虎乘小舟追秋香時的船夫 |
| 黃青雲 | 春香   | 華夫人之丫環               |
| 秦惠玲 | 夏香   | 華夫人之丫環               |
| 鄭文静 | 冬香   | 華夫人之丫環               |
| 葉寶琴 | 石榴   | 華府之丫環                 |
| 高鲁泉 | 老夫子 | 華文、華武之老師           |

## 外部連結
- 香港影庫上《三笑》的資料（繁體中文）
- 互联网电影数据库（IMDb）上《三笑》的资料（英文）